# Albumy numer jeden w roku 1983 (USA)

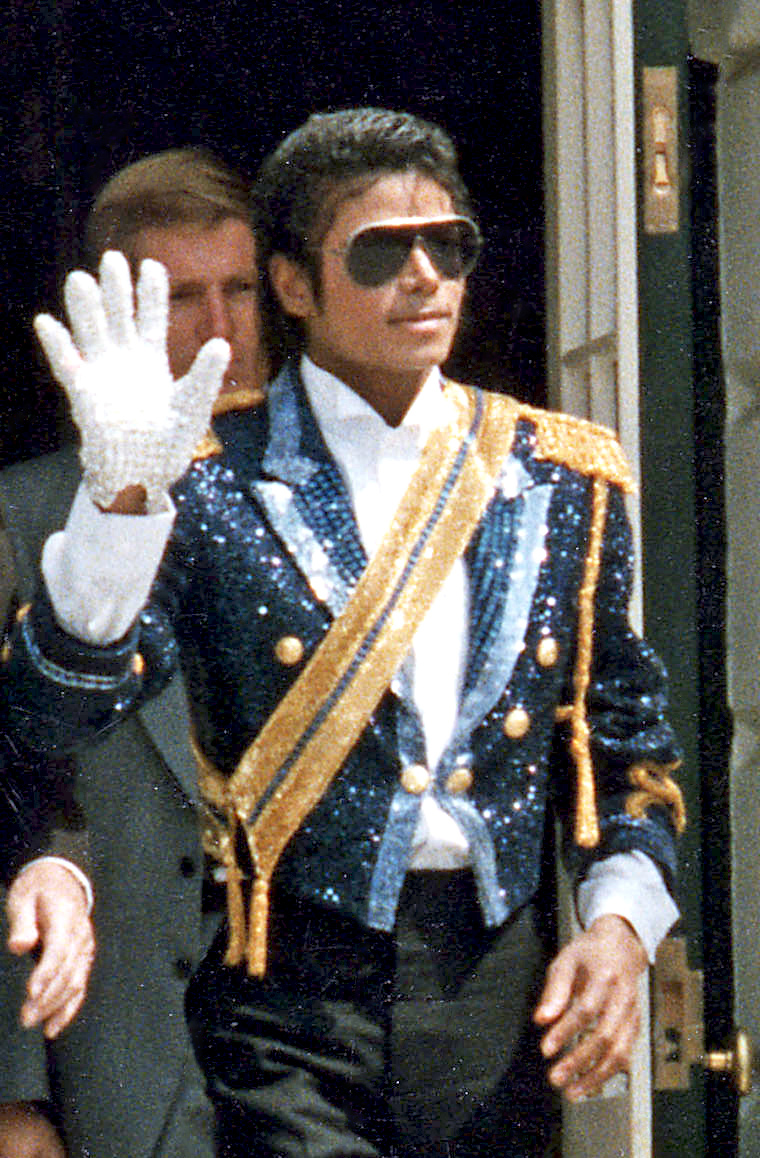
Szósty album Michaela Jacksona Thriler spędził na pierwszym miejscu dwadzieścia dwa tygodnie, sprzedając więcej niż piętnaście milionów kopii. Tym samym album stał się najlepiej sprzedającym się albumem 1983 roku, a także dostał nagrodę Grammy za Album Roku.

Billboard 200, publikowany w magazynie Billboard, jest cotygodniowym notowaniem prezentującym ranking 200 najwyżej sprzedających się albumów i EP w Stanach Zjednoczonych. Zanim Nielsen SoundScan rozpoczął śledzenie sprzedaży w 1991 roku, Billboard szacował sprzedaż na listach przebojów z reprezentatywnych sklepów muzycznych na terenie całego kraju, które były zbierane przez telefon, faks lub kuriera. Dane opierały się na ekspertyzach ze sklepów muzycznych, które prezentowały rankingi najlepiej sprzedających się nagrań, ale tak naprawdę nie przedstawiały rzeczywistej sprzedaży.
Sześć albumów osiągnęło miejsce pierwsze w roku 1983. Debiutancki album australijskiej grupy Men at Work, Business as Usual, który spędził ostatnie siedem tygodni 1982 roku i pierwszych osiem tygodni 1983 roku na miejscu pierwszym, uzyskał status poczwórnej platyny nadaną przez Recording Industry Association of America (RIAA) w 1984 roku. Thriller, szósty album Michaela Jacksona, został wydany w listopadzie 1982 roku. Wydawnictwo zajmowało miejsce pierwsze przez 22 nieciągłych tygodni w 1983 roku i 15 ciągłych tygodni w następnym roku. Siedem utworów z albumu stało się hitami między późnym 1982 rokiem a wczesnym 1984. Dwa z nich: Billie Jean i Beat It zajęło szczytowe pozycje na Billboard Hot 100. Thriller zdobył siedem nagród Grammy, m.in. za Album Roku. Płyta była również najlepiej sprzedającą się w roku 1983; została sprzedana w ponad 15 milionach kopii. W 2008 roku, dwadzieścia pięć lat po wydaniu tego albumu, został wprowadzony w Grammy Hall of Fame, a kilka tygodni później znalazł się wśród dwudziestu pięciu nagrań zachowanych w Bibliotece Kongresu Stanów Zjednoczonych i określony jako "znaczący kulturowo".
Flashdance, ścieżka dźwiękowa musicalu i filmu romantycznego o tym samym tytule, zajmowała miejsce pierwsze przez dwa tygodnie i dostała nagrodę Grammy za Najlepszą Ścieżkę Dźwiękową Roku. Dwa single wydane z tego albumu, Flashdance... What a Feeling Ireny Cara oraz Maniac Michaela Sembello, zajęły miejsca pierwsze. The New York Times określił brytyjską grupę The Police jako najbardziej wpływową grupę rock tego roku. Australijskie, brytyjskie i amerykańskie zespoły kopiowały formułę reggea wcześniejszych sukcesów The Police. W 1983 roku grupa wydała piąty i zarazem ostatni album Synchronicity. Wydawnictwo łączące w sobie rock, funk i rytmy trzeciego świata, pozostawał numerem jeden przez siedemnaście tygodni i uzyskał poczwórną platynę nadaną przez RIAA w 1984 roku. Metal Health, trzeci album heavymetalowej grupy Quiet Riot, okupywał pierwsze miejsce przez jeden tydzień, stając się pierwszym heavymetalowym albumem osiągającym szczytową pozycję w Billboard 200. W 1983 roku Lionel Richie wydał swój drugi album Can't Slow Down, który spędził na liście trzy tygodnie, a także wygrał nagrodę Grammy za Album Roku w 1985 roku.

## Historia notowania
| Data publikacji | Album             | Artysta           |
| --------------- | ----------------- | ----------------- |
| 1 stycznia      | Business as Usual | Men at Work       |
| 8 stycznia      | Business as Usual | Men at Work       |
| 15 stycznia     | Business as Usual | Men at Work       |
| 22 stycznia     | Business as Usual | Men at Work       |
| 29 stycznia     | Business as Usual | Men at Work       |
| 5 lutego        | Business as Usual | Men at Work       |
| 12 lutego       | Business as Usual | Men at Work       |
| 19 lutego       | Business as Usual | Men at Work       |
| 26 lutego       | Thriller          | Michael Jackson   |
| 5 marca         | Thriller          | Michael Jackson   |
| 12 marca        | Thriller          | Michael Jackson   |
| 19 marca        | Thriller          | Michael Jackson   |
| 26 marca        | Thriller          | Michael Jackson   |
| 2 kwietnia      | Thriller          | Michael Jackson   |
| 9 kwietnia      | Thriller          | Michael Jackson   |
| 16 kwietnia     | Thriller          | Michael Jackson   |
| 23 kwietnia     | Thriller          | Michael Jackson   |
| 30 kwietnia     | Thriller          | Michael Jackson   |
| 7 maja          | Thriller          | Michael Jackson   |
| 14 maja         | Thriller          | Michael Jackson   |
| 21 maja         | Thriller          | Michael Jackson   |
| 28 maja         | Thriller          | Michael Jackson   |
| 4 czerwca       | Thriller          | Michael Jackson   |
| 11 czerwca      | Thriller          | Michael Jackson   |
| 18 czerwca      | Thriller          | Michael Jackson   |
| 25 czerwca      | Flashdance        | Ścieżka dźwiękowa |
| 2 lipca         | Flashdance        | Ścieżka dźwiękowa |
| 9 lipca         | Thriller          | Michael Jackson   |
| 16 lipca        | Thriller          | Michael Jackson   |
| 23 lipca        | Synchronicity     | The Police        |
| 30 lipca        | Synchronicity     | The Police        |
| 6 sierpnia      | Synchronicity     | The Police        |
| 13 sierpnia     | Synchronicity     | The Police        |
| 20 sierpnia     | Synchronicity     | The Police        |
| 27 sierpnia     | Synchronicity     | The Police        |
| 3 września      | Synchronicity     | The Police        |
| 10 września     | Thriller          | Michael Jackson   |
| 17 września     | Synchronicity     | The Police        |
| 24 września     | Synchronicity     | The Police        |
| 1 października  | Synchronicity     | The Police        |
| 8 października  | Synchronicity     | The Police        |
| 15 października | Synchronicity     | The Police        |
| 22 października | Synchronicity     | The Police        |
| 29 października | Synchronicity     | The Police        |
| 5 listopada     | Synchronicity     | The Police        |
| 12 listopada    | Synchronicity     | The Police        |
| 19 listopada    | Synchronicity     | The Police        |
| 26 listopada    | Metal Health      | Quiet Riot        |
| 3 grudnia       | Can't Slow Down   | Lionel Richie     |
| 10 grudnia      | Can't Slow Down   | Lionel Richie     |
| 17 grudnia      | Can't Slow Down   | Lionel Richie     |
| 24 grudnia      | Thriller          | Michael Jackson   |
| 31 grudnia      | Thriller          | Michael Jackson   |